# Amos–2
Az Amos–2 (Affordable Modular Optimized Satellite) izraeli második generációs kereskedelmi kommunikációs műhold.

## Küldetése
Feladata Izrael, a Közel-Kelet, Európa és az Amerikai Egyesült Államok keleti partja távközlési igényeinek kiszolgálása.

## Jellemzői
Gyártotta az Israel Aerospace Industries Ltd. (IAI), támogatta a Mer Services Group és a General Satellite Services Corporation. Üzemeltette a Space Communications (Spacecom) Ltd.
Megnevezései: 2 עמוס; COSPAR: 2003-059A; SATCAT kódja: 28132.
2003. december 27-én a Bajkonuri űrrepülőtérről az LC31 jelű indítóállványról egy Szojuz–FG/Fregat (D15000-008 084/ST12) hordozórakétával állították magas Föld körüli pályára. Az orbitális pálya 1402,99 perces, 7 fokos inklinációjú geoszinkron pálya; perigeuma 34 440 kilométer, az apogeuma 35 832 kilométer.
Három tengelyesen stabilizált (Nap-Föld érzékeny) űreszköz. Teste kocka alakú, mérete 2,70 × 2,06 × 2,38 méter, tömege felszálláskor 1400, pályamagasságban 646 kilogramm. Az űreszközhöz napelemeket (fesztávolsága 11,03 méter) rögzítettek (1900 watt), éjszakai (földárnyék) energia ellátását nikkel-kadmium akkumulátorok (24Ah) biztosítják. A stabilitás és a pályaelemek megőrzése érdekében (450 kilogramm monometil hidrazin és MON–3) gázfúvókákkal szerelték fel. Szolgálati idejét 12 évre tervezték. Telemetriai szolgáltatását antennák segítik. Információ lejátszó KU-sávos, 22 + 6 (tartalék) transzponder biztosította Izrael lefedettségét. Távközlési berendezései közvetlen digitális rádió- és internet átviteli szolgáltatást, tömörített televíziós műsorszórást és más kommunikációs szolgáltatásokat tesznek lehetővé. Ugyanazzal az antennával vehető, mint az Amos–1 szolgáltatása.

## Külső hivatkozások
- Az Amos–2 műhold által sugárzott csatornák frekvenciakiosztása – Lyngsat.com (angolul)

| Elődje: Amos–1 | Amos-program 1966–napjaink | Utódja: Amos–3 |